# Hohenwerbig
Hohenwerbig ist ein bewohnter Gemeindeteil der Stadt Niemegk im Landkreis Potsdam-Mittelmark in Brandenburg.

## Geografische Lage
Der Gemeindeteil liegt südlich von Niemegk und rund 13 Kilometer südöstlich der Kreisstadt Bad Belzig. Nördlich des Gemeindeteils entspringt der Buffbach. Die höchste Erhebung ist der 108,9 m ü. NHN Meter hohe Kiebitzberg, der im Nordosten der Gemarkung liegt. Die Landstraße 82 führt von Nordwesten kommend in südöstlicher Richtung durch den Ort.

## Geschichte und Etymologie

### 14. und 15. Jahrhundert
Erstmals urkundlich erwähnt wurde es als „villa Werbek“ im Jahr 1375. Der Ortsname könnte slawischer („Ort, wo es Weiden gibt“) oder flämischer (von „Wervik“ in Flandern). Die Schreibweise Czu Werbig bey Nymig erschien 1383. Vor 1426 bis um 1550/1552 gehörte es zur Vogtei bzw. Pflege bzw. Amt Rabenstein und kam um 1550/1552–1872 zu, Amt Belzig-Rabenstein, die die Ober- und Untergerichtsbarkeit hielt (1506). Die Hebungen aus drei (1506) bzw. zwei Höfen (1591) bzw. ein Stück Lehen (1506, im Erbbuch von 1591 nicht mehr genannt) besaß von vor 1388 bis 1526 die Familie Preußnitz, die es 1526 an die von Brück verkauften. Diese hielten den Anteil bis nach 1591. Ein dritter Anteil lag von vor 1419/1420 bis nach 1591 bei der Familie von Oppen. Dieser Anteil umfasste Hebungen von drei Höfen (1506, 1591) bzw. zwei Stücke Lehen (1506, im Erbbuch von 1591 nicht mehr genannt). Ein vierter Anteil war von vor 1487 bis nach 1506 bei der Familie von Hacke. Er betrug Hebungen bzw. ein Stück Lehen (1506, im Erbbuch von 1591 nicht mehr genannt). In dieser Zeit besaß der Richter die Gerichtsbarkeit mit vier Hufen, während die Familie Andrews drei Viertel zum Lehen besaß (1419/1420).

### 16. Jahrhundert
Im Jahr 1506 lebten in Hohenwerbig insgesamt zehn Einwohner: Der Richter mit der Gerichtsbarkeit, vier Lehnhufen und ein Stück Lehen von den von Oppen. Ein Einwohner zinsten vom Erbe und Wiesen und hatte von der Familie von Preußnitz ein Stück zum Lehen. Ein Einwohner zinste von den Hufen und hatte vier Viertel zum Lehen. Ein Einwohner hatte drei Viertel zum Lehen, ein weiterer Einwohner ein Stück Lehen von den von Hacke und ein Lehen von den von Oppen. Fünf Einwohner zinsten vom Erbe. Im Dorf lebten im Jahr 1530 insgesamt acht Hufner und ein Kossät. Der Pfarrer erhielt in diesem Jahr 14 Scheffel Roggen, 2 Wispel 3 Scheffel Hafer, 4 Scheffel Gersten und 1 Scheffel Mohn als Pächte sowie 84 Scheffel Roggen, 40 Scheffel Gerste und 9 Scheffel Hafer als Zehnt. Außerdem bewirtschaftete er drei Hufen Artland und bekam ein Fuder Heu Wiesenwachs. Der Küster besaß einen Garten und bekam 38 Scheffel Korn sowie 17 Brote. Eine Statistik aus dem Jahr 1542 führte auf: den Schulzen mit Haus, Hof und vier Dorfhufen, ein Einwohner mit Haus, Hof und vier Dorfhufen, zwei Einwohner mit Haus, Hof und je vier Hufen, sechs Einwohner mit Haus, Hof und je vier wüsten Hufen, drei Einwohner mit Huas, Hof und je einem Kossätengütlein. Der Hirte war weder verheiratet, noch besaß er Vieh. Es gab außerdem einen Knecht und eine Magd. In einer weiteren Statistik aus dem Jahr 1565 erscheinen der Lehnschulze, zehn Häuser und Höfe, zwei Kossätenhöfe, ein Gütlein sowie ein Hirte mit einer Kuh und einem Rind, 33 Schafen und vier Überlaufern. Die Gemarkung war 36 Hufen groß. Im Dorf lebten im Jahr 1575 insgesamt zehn Hufner und vier Kossäten. Der Pfarrer erhielt 14 Scheffel Roggen, 4 Scheffel Gerste und 2 Wispel 10 Scheffel Rauchhafer als Getreidepacht, 3 Dreißig Roggen, 1 Dreißig Gerste, 18 Mandeln Hafer und 10 Mandeln Heidekorn als Zehnt. Von den drei Pfarrhufen bewirtschaftete er zwei selbst. Die dritte Hufe zu Zixdorf hatte er einem Kossäten verpachtet. Der Küster bekam 30 Scheffel Korn und 22 Brote. Die Kirche besaß außerdem Gottesland (=Acker).

### 17. Jahrhundert
Hohenwerbig wurde im Dreißigjährigen Krieg schwer in Mitleidenschaft gezogen. Im Jahr 1640 waren von den zehn Hufnernhöfen nur noch zwei besetzt, alle vier Kossätenhöfe lagen wüst. Der Hirte hatte den Ort ebenfalls verlassen. Er war 1661 wieder zurückgekehrt; außerdem waren drei der Kossätenhöfe wieder besetzt. Eine Statistik aus dem Jahr 1682 führte auf: den Schulzen mit vier Lehnhufen und Lehnwiesen, einen Vierhufner mit drei Erb- und einer Lehnhufe, zwei Vierhufner mit je 3 ½ Erb- und ½ Lehnhufe, zwei Vierhufner mit je 3 ¼ Erb- und ¾ Lehnhufe, vier Vierhufner, vier Kossätenhöfe (davon einer wüst) sowie ein Hirte.

### 18. Jahrhundert
Im Jahr 1701 lebten im Dorf zehn Hufner, vier Kossäten und ein Hirte. Eine Statistik aus dem Jahr 1718 führte auf: zehn Hufner, drei Kossäten und einen Häusler. Eine weitere Statistik aus dem Jahr 1765 führte auf: zehn Vierhufner (darunter der Schulze), vier Gärtner und 40 Hufen (davon 20 Hufen tragbar und 20 Hufen, die mit strupfigten Fichten und Sträuchern bewachsen waren). Im Jahr 1777 gab es 14 angesessene Einwohner: zehn Hufner und vier Kossäten. Im Dorf standen außerdem ein Pfarrhaus, ein Schulhaus sowie zwei Hirtenhäuser.

### 19. Jahrhundert
In Hohenwerbig lebten im Jahr 1806 zehn Vierhufner (darunter ein Lehnschulze), zwei Kossäten mit je zwei Gärten sowie zwei Häusler mit je einem Garten. Außerdem gab es einen Tagelöhner mit einem Haus. Für 1822 sind überliefert: zehn Vollhufner, darunter der Lehnschulze und ein Hufner, der auch eine Ziegelei betreibt, einen Halbhufner, drei Kossäten (darunter ein Krüger) sowie ein Häusler. Von den 42 Hufen sind sieben Lehnhufen und zwei Pfarrhufen. Hinzu kamen 1 ½ wüste Hufen zu Vettesen. Im Dorf standen im Jahr 1837 insgesamt 18 Wohnhäuser. Die Gemarkung umfasste im Jahr 1858 insgesamt 2136 Mg: 35 Mg Gehöfte, 9 Mg Gartenland, 1374 Mg Acker, 112 Mg Wiese und 604 Mg Wald. Darauf standen sechs öffentliche, 23 Wohn- und 72 Wirtschaftsgebäude.

### 20. Jahrhundert
Hohenwerbig umfasste zur Jahrhundertwende eine Fläche von 1026 Hektar (ha) und 34 Häuser. Für 1931 wurden 38 Wohnhäuser mit 39 Haushaltungen gezählt. Acht Jahre später gab es einen land- und forstwirtschaftlichen Betrieb mit über 100 ha Fläche. Weitere 11 Betriebe waren zwischen 20 und 100 ha groß, 15 zwischen 10 und 20, 4 zwischen 5 und 10 ha sowie 4 zwischen 0,5 und 5 ha.
Nach dem Zweiten Weltkrieg wurden 135,1 ha enteignet: 69,37 ha Acker, 8,12 ha Wiese, 64,68 ha Wald und 2,93 ha Ödland. Davon gingen 7,61 ha an einen Landarbeiter, 85,89 ha auf zehn Neusiedler und 46,1 ha an 14 Bauern. Im Jahr 1954 gründete sich eine LPG Typ III mit 14 Mitgliedern und 220 ha Fläche. Im Jahr 1960 bestand die LPG Typ III mit 76 Mitgliedern und 628 ha Fläche, die 1972 mit der LPG Typ III Niemegk zur LPG Typ III Niemegk-Hohenwerbig zusammengeschlossen wurde. Außerdem bestanden 1960 zwei LPG Typ I mit 20 Mitgliedern und 90 ha Fläche, die sich im Folgejahr zusammenschlossen und 1965 an die LPG Typ III angeschlossen wurde.

## Bevölkerungsentwicklung
| Jahr      | 1817 | 1837 | 1858 | 1871 | 1885 | 1895 | 1905 | 1925 | 1939 | 1946 | 1964 | 1971 |
| Einwohner | 118  | 164  | 181  | 155  | 167  | 181  | 188  | 197  | 171  | 317  | 214  | 225  |

## Kultur und Sehenswürdigkeiten

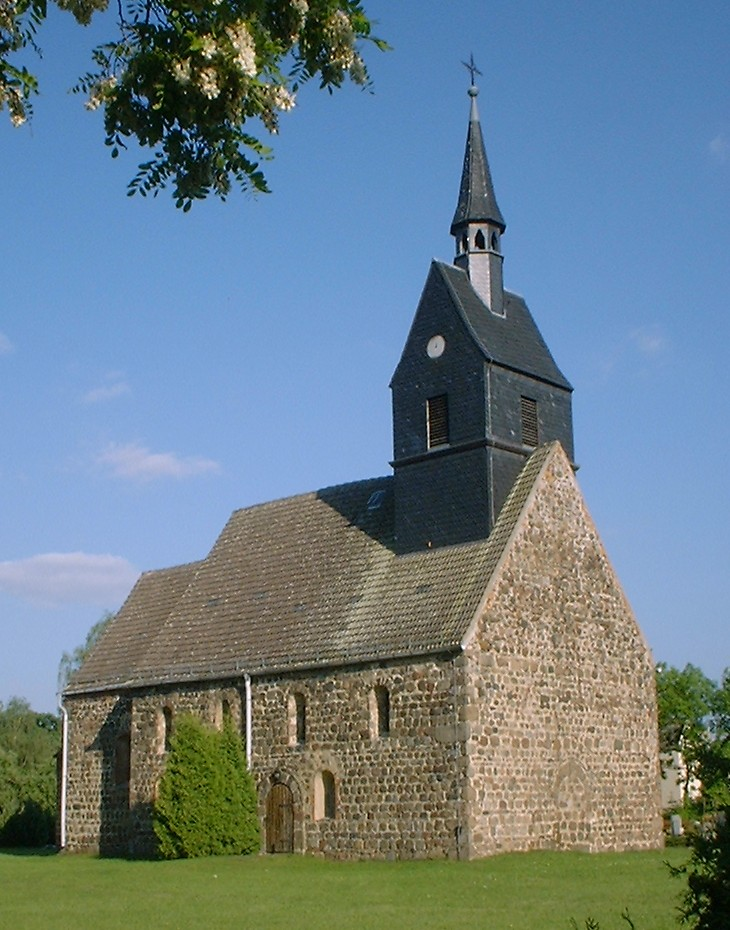
Dorfkirche Hohenwerbig

- Die Dorfkirche Hohenwerbig ist eine Feldsteinkirche aus dem 13. Jahrhundert, deren Dachturm in der zweiten Hälfte des 19. Jahrhunderts verändert wurde. Im Innenraum steht unter anderem eine Fünte aus dem 13. Jahrhundert; im Turm hängt eine Glocke von 1499.